# Patara Chanczali
Patara Chanczali (gruz. პატარა ხანჩალი) – wieś w Gruzji, w regionie Samcche-Dżawachetia, w gminie Ninocminda. W 2014 roku liczyła 554 mieszkańców.